# Vassza
A vassza (páli: vassa-, szanszkrit: varṣa-, mindkettő jelentése "eső"; burmai: ဝါတွင်, (wàdwíɴ); khmer: វស្សា vagy ព្រះវស្សា; lao: ພັນສາ (pʰán sǎː); thai: พรรษา phansza vagy วรรษา vaca) minden évben az esős évszakban megtartott három hónapos (holdhónap) elvonulás a théraváda gyakorlók körében. A vassza általában júliustól (a burmai vaszó [ဝါဆို] hónap) októberig (a burmai thadingjut [သီတင်းကျွတ်]) tart.
Magyarul leginkább úgy nevezik három hónapos esős évszaki elvonulás.
A vassza ideje alatt a bhikkhuk (szerzetesek) és a bhikkhunik (apácák) bent tartózkodnak a kolostorok és a templomok területén. Egyes kolostorokban a szerzetesek ezt az időszakot intenzív meditációval töltik. A világi buddhista emberek ebben az időszakban több önmegtartóztatást gyakorolnak a hétköznapokban, például nem esznek húst, nem fogyasztanak alkoholt vagy nem dohányoznak. Általában a szerzetesek számolják, hogy hány esős évszaki elvonuláson vettek részt.
A mahájána buddhisták általában nem tartják a vassza időszakot, jóllehet a vietnámi thiền és a koreai szon szerzetesek hasonló három hónapos elvonuláson szoktak részt venni, amely során intenzív gyakorlatokat végeznek. Ezeket a gyakorlatokat a tibeti buddhizmusban is követik.
A vassa a nyolcadik holdhónap teliholdján kezdődik, amely az aszalha nap vagy más néven az aszalha upószatha (Dhamma nap). Az időszak a pavarana nappal ér véget, amikor minden szerzetes a közösség (szangha) előtt beszámol, hogy milyen szabálysértéseket követett el a vassza ideje alatt.
A vasszát a kathina fesztivál követi, amelyben a világi lakosság fejezi ki tiszteletét a szerzetesek felé. A világi buddhisták adományokat tesznek a templomok számára, elsősorban új ruhákat a szerzeteseknek.
A vassza hagyomány már a történelmi Buddha előtt is létezett. Indiában a kolduló aszkéták régi szokása volt, hogy az esős évszakban nem vándoroltak, hogy nehogy véletlenül ártsanak a növényeknek, rovaroknak vagy éppen saját maguknak.
Vannak olyan buddhisták, akik olyan helyen élnek, ahol nincs esős évszak. Következésképpen, ezeken a helyeken a vasszát hagyományosan nem tartják.